# David Marks (forskare)

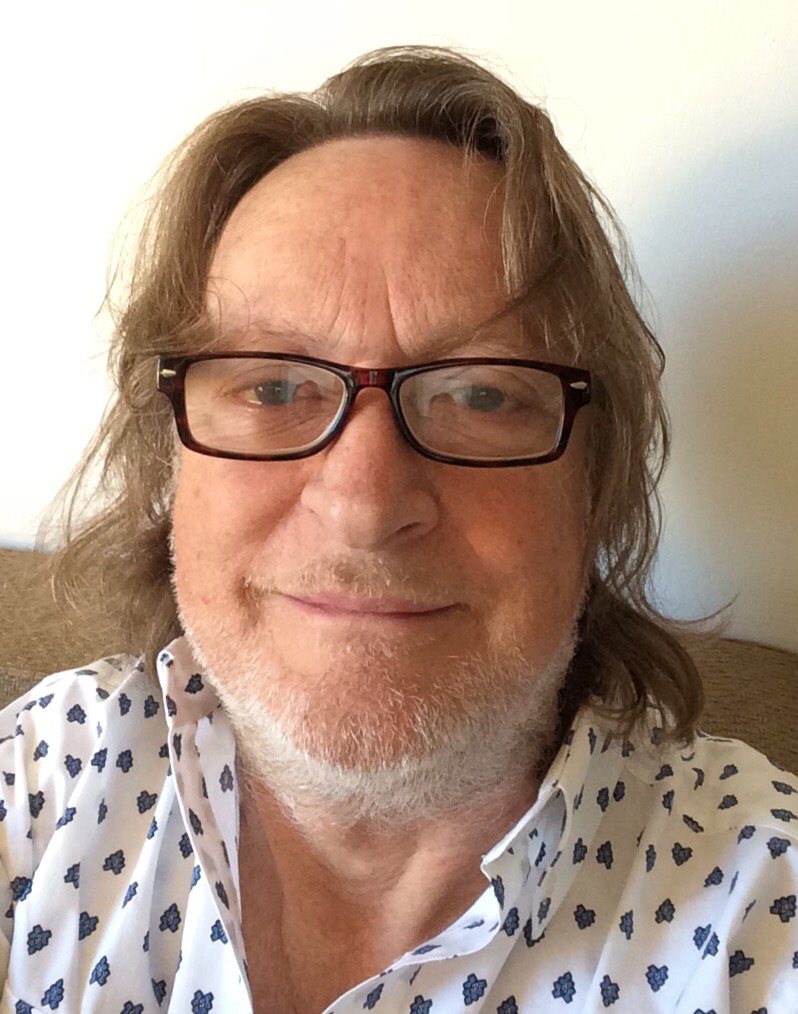
David Marks

David Francis Marks, född 1945, är en psykolog som arbetar med fyra forskningsområden - hälsopsykologi, kognitiv psykologi, parapsykologi samt IQ-variationer.

## Läskunnighet och IQ
Marks (2010) publicerade en ny förklaring till varför IQ-resultat systematiskt varierar över tid, folkgrupp och nationalitet.  Marks (2010) hypotes går ut på att IQ-skillnader orsakas av skillnader i läskunnighet. Intelligenstester kräver läsförmåga på en nivå som inte är jämnt spridd över alla populationer. I åtta skilda analyser fann man en korrelation mellan IQ och läskunnighet mellan 0,79 och 0,99. Rasskillnader i IQ och Flynneffekten har en liknande förklaring: skillnader i läskunnighet kan orsaka dem båda. Skillnader i IQ mellan raser konvergerar allt eftersom läskunnigheten i båda grupperna blir mer likvärdig. Fenomenet har alltså sin grund i miljö, precis som Flynneffekten. 